# قرار مجلس الأمن التابع للأمم المتحدة رقم 664
اعتمد قرار مجلس الأمن التابع للأمم المتحدة رقم 664 في 18 أغسطس 1990 مؤكدًا من جديد القرارات رقم 660 (1990) و661 (1990) و662 (1990). أشار المجلس إلى التزامات العراق بموجب القانون الدولي ومتصرفًا بموجب الفصل السابع من ميثاق الأمم المتحدة بالسماح وتسهيل خروج المواطنين من دول العالم الثالث من داخل العراق والكويت، والتواصل القنصلي والدبلوماسي مع رعاياهم.
طالب المجلس العراق بعدم القيام بأي عمل قد يعرض حياتهم للخطر مؤكدًا أن ضم الكويت غير قانوني، والذي ترتب عليه أوامر بإغلاق البعثات القنصلية والدبلوماسية في الكويت ورفع الحصانة الدبلوماسية من موظفيها. كان في العراق والكويت وقتها آلاف من الاجانب الذين استخدموا كدروع بشرية من قبل القوات العراقية الأمر الذي استنكره مجلس الأمن.
طُلب من الأمين العام خافيير بيريز دي كويلار تقديم تقرر حول الامتثال بالقرارات في أسرع وقتٍ ممكن.